# Liste des cantons de l'Essonne

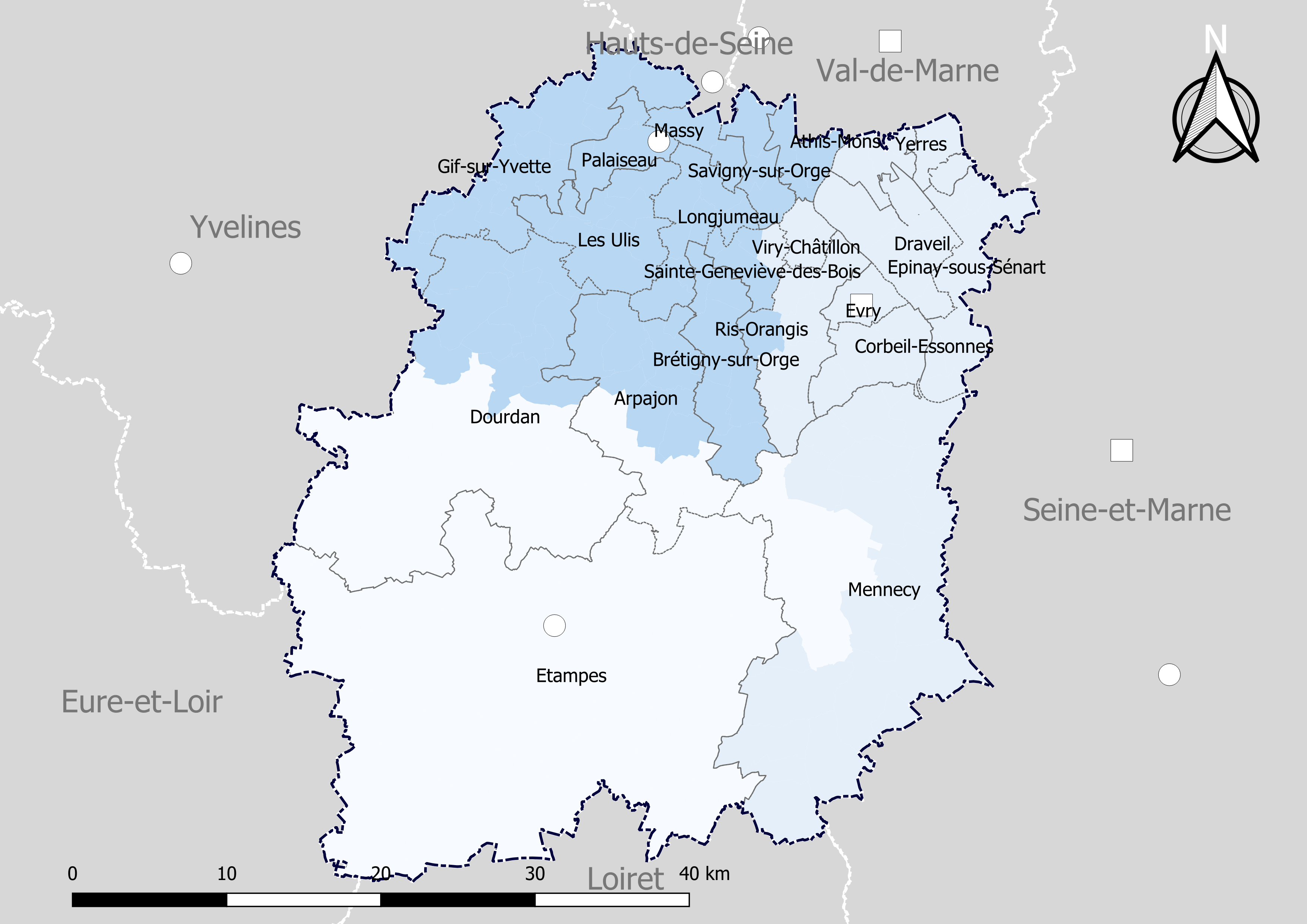
Découpage cantonal du département de l'Essonne, avec en surimpression les arrondissements (en nuances de bleu) - Carte arrêtée au 1er janvier 2019.

Le département français de l'Essonne est découpé depuis sa création le 1er janvier 1968 en trois  arrondissements et, depuis le découpage de 2014, en vingt-et-un cantons.

## Historique

### Découpage de 1966

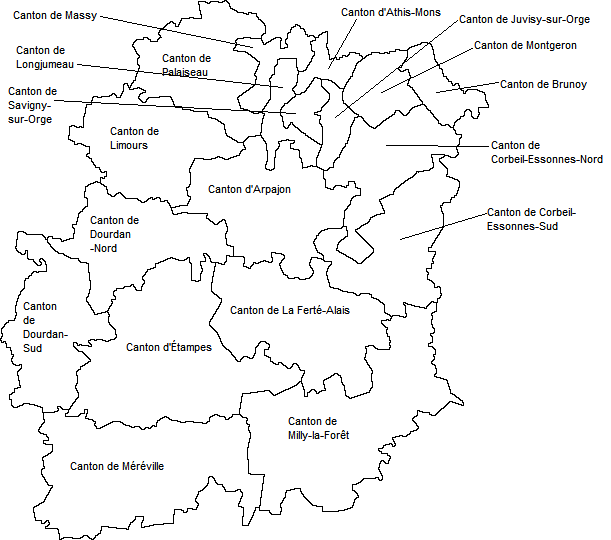
Carte du découpage cantonal en 1966.

En 1966, à la veille de la création du nouveau département de l'Essonne, son territoire défini dans l'ancien département de Seine-et-Oise comportait dix-huit cantons :
- le canton d'Arpajon, subdivisé en dix-neuf communes, Arpajon, Avrainville, Brétigny-sur-Orge, Bruyères-le-Châtel, Cheptainville, Égly, Guibeville, La Norville, Le Plessis-Pâté, Leudeville, Leuville-sur-Orge, Linas, Marolles-en-Hurepoix, Montlhéry, Ollainville, Saint-Germain-lès-Arpajon, Saint-Michel-sur-Orge, Saint-Vrain et Vert-le-Grand.
- le canton d'Athis-Mons, subdivisé en trois communes, Athis-Mons, Morangis et Paray-Vieille-Poste.
- le canton de Brunoy, subdivisé en six communes, Boussy-Saint-Antoine, Brunoy, Épinay-sous-Sénart, Quincy-sous-Sénart, Varennes-Jarcy et Yerres.
- le canton de Corbeil-Essonnes-Nord, subdivisé en douze communes, Bondoufle, Corbeil-Essonnes (en partie), Courcouronnes, Écharcon, Étiolles, Évry, Fontenay-le-Vicomte, Lisses, Ris-Orangis, Saint-Germain-lès-Corbeil, Soisy-sur-Seine et Tigery.
- le canton de Corbeil-Essonnes-Sud, subdivisé en quatorze communes, Auvernaux, Ballancourt-sur-Essonne, Champcueil, Chevannes, Corbeil-Essonnes (en partie), Le Coudray-Montceaux, Mennecy, Morsang-sur-Seine, Nainville-les-Roches, Ormoy, Saint-Pierre-du-Perray, Saintry-sur-Seine, Vert-le-Petit et Villabé.
- le canton d'Étampes, subdivisé en quatorze communes, Boissy-le-Sec, Boutervilliers, Bouville, Brières-les-Scellés, Chalo-Saint-Mars, Chauffour-lès-Étréchy, Étampes, Étréchy, Mauchamps, Morigny-Champigny, Ormoy-la-Rivière, Saint-Hilaire, Souzy-la-Briche et Villeconin.
- le canton de Dourdan-Nord, subdivisé en treize communes, Angervilliers, Boissy-sous-Saint-Yon, Breuillet, Breux-Jouy, Dourdan (en partie), Le Val-Saint-Germain, Roinville, Saint-Chéron, Saint-Cyr-sous-Dourdan, Saint-Maurice-Montcouronne, Saint-Sulpice-de-Favières, Saint-Yon et Sermaise.
- le canton de Dourdan-Sud, subdivisé en dix communes, Authon-la-Plaine, Chatignonville, Corbreuse, Dourdan (en partie), La Forêt-le-Roi, Les Granges-le-Roi, Mérobert, Plessis-Saint-Benoist, Richarville et Saint-Escobille.
- le canton de Juvisy-sur-Orge, subdivisé en quatre communes, Fleury-Mérogis, Grigny, Juvisy-sur-Orge et Viry-Châtillon.
- le canton de La Ferté-Alais, subdivisé en dix-neuf communes, Auvers-Saint-Georges, Baulne, Boissy-le-Cutté, Bouray-sur-Juine, Boutigny-sur-Essonne, Cerny, Chamarande, D'Huison-Longueville, Guigneville-sur-Essonne, Itteville, Janville-sur-Juine, La Ferté-Alais, Lardy, Mondeville, Orveau, Torfou, Vayres-sur-Essonne, Videlles et Villeneuve-sur-Auvers.
- le canton de Limours, subdivisé en quatorze communes, Boullay-les-Troux, Briis-sous-Forges, Courson-Monteloup, Fontenay-lès-Briis, Forges-les-Bains, Gometz-la-Ville, Gometz-le-Châtel, Janvry, Les Molières, Limours, Marcoussis, Pecqueuse, Saint-Jean-de-Beauregard et Vaugrigneuse.
- le canton de Longjumeau, subdivisé en six communes, Ballainvilliers, Chilly-Mazarin, Longjumeau, Longpont-sur-Orge, Sainte-Geneviève-des-Bois et Villiers-sur-Orge.
- le canton de Massy, subdivisé en quatre communes, Champlan, Massy, Saulx-les-Chartreux et Wissous.
- le canton de Méréville, subdivisé en dix-neuf communes, Abbéville-la-Rivière, Angerville, Arrancourt, Blandy, Bois-Herpin, Boissy-la-Rivière, Chalou-Moulineux, Congerville-Thionville, Estouches, Fontaine-la-Rivière, Guillerval, La Forêt-Sainte-Croix, Marolles-en-Beauce, Méréville, Monnerville, Pussay, Roinvilliers, Saclas et Saint-Cyr-la-Rivière.
- le canton de Milly-la-Forêt, subdivisé en dix-sept communes, Boigneville, Brouy, Buno-Bonnevaux, Champmotteux, Courances, Courdimanche-sur-Essonne, Dannemois, Gironville-sur-Essonne, Maisse, Mespuits, Milly-la-Forêt, Moigny-sur-École, Oncy-sur-École, Prunay-sur-Essonne, Puiselet-le-Marais, Soisy-sur-École et Valpuiseaux.
- le canton de Montgeron, subdivisé en quatre communes, Crosne, Draveil, Montgeron et Vigneux-sur-Seine.
- le canton de Palaiseau, subdivisé en quinze communes, Bièvres, Bures-sur-Yvette, Gif-sur-Yvette, Igny, La Ville-du-Bois, Nozay, Orsay, Palaiseau, Saclay, Saint-Aubin, Vauhallan, Verrières-le-Buisson, Villebon-sur-Yvette, Villejust et Villiers-le-Bâcle.
- le canton de Savigny-sur-Orge, subdivisé en quatre communes, Épinay-sur-Orge, Savigny-sur-Orge, Morsang-sur-Orge et Villemoisson-sur-Orge.

### Découpage de 1967

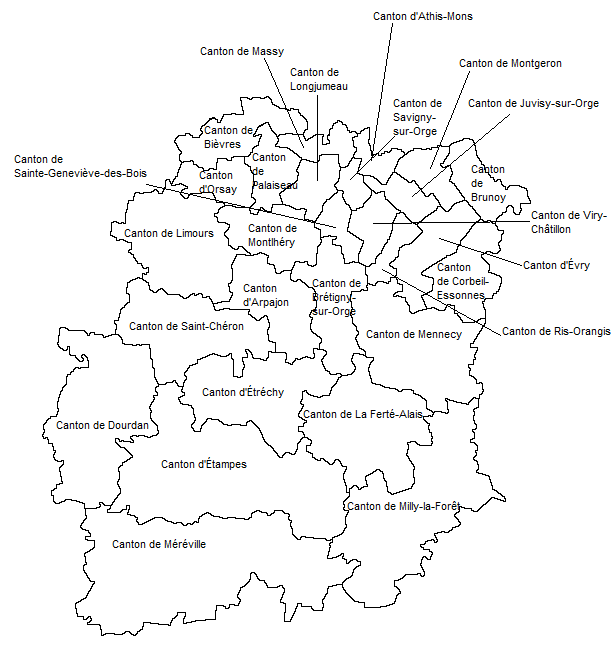
Carte du découpage cantonal de 1967.

En 1967, en application du décret ministériel no 67-589 du 20 juillet 1967, un nouveau découpage cantonal propre au nouveau département de l'Essonne fut entrepris, il comportait alors vingt-sept cantons :
- le canton d'Arpajon, subdivisé en neuf communes, Arpajon, Avrainville, Bruyères-le-Châtel, Cheptainville, Égly, Guibeville, La Norville, Ollainville et Saint-Germain-lès-Arpajon.
- le canton d'Athis-Mons, subdivisé en deux communes, Athis-Mons et Paray-Vieille-Poste.
- le canton de Bièvres, subdivisé en huit communes, Bièvres, Châteaufort, Saclay, Saint-Aubin, Toussus-le-Noble, Vauhallan, Verrières-le-Buisson et Villiers-le-Bâcle.
- le canton de Brétigny-sur-Orge, subdivisé en sept communes, Brétigny-sur-Orge, Le Plessis-Pâté, Leudeville, Leuville-sur-Orge, Marolles-en-Hurepoix, Saint-Michel-sur-Orge et Saint-Vrain.
- le canton de Brunoy, subdivisé en six communes, Boussy-Saint-Antoine, Brunoy, Épinay-sous-Sénart, Quincy-sous-Sénart, Varennes-Jarcy et Yerres.
- le canton de Corbeil-Essonnes, subdivisé en sept communes, Corbeil-Essonnes, Morsang-sur-Seine, Saintry-sur-Seine, Saint-Germain-lès-Corbeil, Saint-Pierre-du-Perray, Tigery et Villabé.
- le canton de Dourdan, subdivisé en onze communes, Authon-la-Plaine, Chatignonville, Corbreuse, Dourdan, La Forêt-le-Roi, Les Granges-le-Roi, Mérobert, Plessis-Saint-Benoist, Richarville, Roinville et Saint-Escobille.
- le canton d'Étampes, subdivisé en onze communes, Boissy-le-Sec, Boutervilliers, Bouville, Brières-les-Scellés, Chalo-Saint-Mars, Étampes, Morigny-Champigny, Ormoy-la-Rivière, Puiselet-le-Marais, Saint-Hilaire et Valpuiseaux.
- le canton d'Étréchy, subdivisé en douze communes, Auvers-Saint-Georges, Bouray-sur-Juine, Chamarande, Chauffour-lès-Étréchy, Étréchy, Janville-sur-Juine, Lardy, Mauchamps, Souzy-la-Briche, Torfou, Villeconin et Villeneuve-sur-Auvers.
- le canton d'Évry, subdivisé en cinq communes, Courcouronnes, Étiolles, Évry, Lisses et Soisy-sur-Seine.
- le canton de Juvisy-sur-Orge, subdivisé en deux communes, Draveil et Juvisy-sur-Orge.
- le canton de La Ferté-Alais, subdivisé en douze communes, Baulne, Boissy-le-Cutté, Boutigny-sur-Essonne, Cerny, D'Huison-Longueville, Guigneville-sur-Essonne, Itteville, La Ferté-Alais, Mondeville, Orveau, Vayres-sur-Essonne et Videlles.
- le canton de Limours, subdivisé en douze communes, Boullay-les-Troux, Briis-sous-Forges, Courson-Monteloup, Fontenay-lès-Briis, Forges-les-Bains, Gometz-la-Ville, Gometz-le-Châtel, Janvry, Les Molières, Limours, Pecqueuse et Vaugrigneuse.
- le canton de Longjumeau, subdivisé en cinq communes, Ballainvilliers, Champlan, Chilly-Mazarin, Longjumeau et Saulx-les-Chartreux.
- le canton de Massy, subdivisé en deux communes, Massy et Wissous.
- le canton de Mennecy, subdivisé en douze communes, Auvernaux, Ballancourt-sur-Essonne, Champcueil, Chevannes, Écharcon, Fontenay-le-Vicomte, Le Coudray-Montceaux, Mennecy, Nainville-les-Roches, Ormoy, Vert-le-Petit et Vert-le-Grand.
- le canton de Méréville, subdivisé en vingt-et-une communes, Abbéville-la-Rivière, Angerville, Arrancourt, Blandy, Bois-Herpin, Boissy-la-Rivière, Brouy, Chalou-Moulineux, Champmotteux, Congerville-Thionville, Estouches, Fontaine-la-Rivière, Guillerval, La Forêt-Sainte-Croix, Marolles-en-Beauce, Méréville, Mespuits, Monnerville, Pussay, Roinvilliers, Saclas et Saint-Cyr-la-Rivière.
- le canton de Milly-la-Forêt, subdivisé en douze communes, Boigneville, Buno-Bonnevaux, Courances, Courdimanche-sur-Essonne, Dannemois, Gironville-sur-Essonne, Maisse, Milly-la-Forêt, Moigny-sur-École, Oncy-sur-École, Prunay-sur-Essonne et Soisy-sur-École.
- le canton de Montgeron, subdivisé en trois communes, Crosne, Montgeron et Vigneux-sur-Seine.
- le canton de Montlhéry, subdivisé en sept communes, La Ville-du-Bois, Linas, Longpont-sur-Orge, Marcoussis, Montlhéry, Nozay et Saint-Jean-de-Beauregard.
- le canton d'Orsay, subdivisé en trois communes, Bures-sur-Yvette, Gif-sur-Yvette et Orsay.
- le canton de Palaiseau, subdivisé en quatre communes, Igny, Palaiseau, Villebon-sur-Yvette et Villejust.
- le canton de Ris-Orangis, subdivisé en deux communes, Bondoufle et Ris-Orangis.
- le canton de Saint-Chéron, subdivisé en onze communes, Angervilliers, Boissy-sous-Saint-Yon, Breuillet, Breux-Jouy, Le Val-Saint-Germain, Saint-Chéron, Saint-Cyr-sous-Dourdan, Saint-Maurice-Montcouronne, Saint-Sulpice-de-Favières, Saint-Yon, et Sermaise.
- le canton de Sainte-Geneviève-des-Bois, subdivisé en quatre communes, Épinay-sur-Orge, Sainte-Geneviève-des-Bois, Villemoisson-sur-Orge et Villiers-sur-Orge.
- le canton de Savigny-sur-Orge, subdivisé en deux communes, Morangis et Savigny-sur-Orge.
- le canton de Viry-Châtillon, subdivisé en quatre communes, Fleury-Mérogis, Grigny, Morsang-sur-Orge et Viry-Châtillon.

### Découpage de 1975

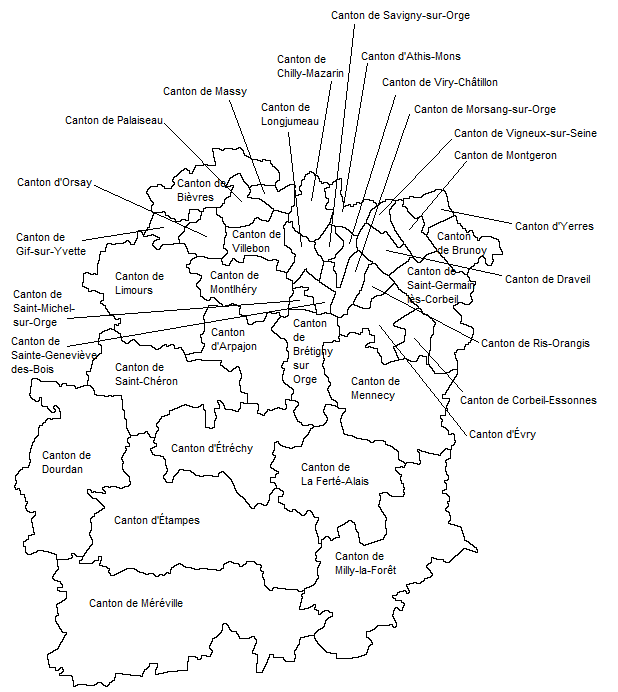
Carte du découpage cantonal de 1975.

En 1975, en application du décret ministériel no 75-1116 du 25 novembre 1975, un nouveau découpage cantonal intervint, portant le nombre de cantons à trente-cinq avec la création de :
- le canton de Gif-sur-Yvette, avec la seule commune de Gif-sur-Yvette.
- le canton de Villebon-sur-Yvette, subdivisé en cinq communes, Ballainvilliers, Champlan, Saulx-les-Chartreux, Villebon-sur-Yvette et Villejust.
- le canton de Chilly-Mazarin, subdivisé en trois communes, Chilly-Mazarin, Morangis et Wissous.
- le canton de Draveil, avec la seule commune de Draveil.
- le canton de Morsang-sur-Orge, subdivisé en trois communes, Fleury-Mérogis, Grigny et Morsang-sur-Orge.
- le canton de Saint-Germain-lès-Corbeil, subdivisé en sept communes, Étiolles, Morsang-sur-Seine, Saintry-sur-Seine, Saint-Germain-lès-Corbeil, Saint-Pierre-du-Perray, Soisy-sur-Seine et Tigery
- le canton de Saint-Michel-sur-Orge, avec la seule commune de Saint-Michel-sur-Orge.
- le canton de Vigneux-sur-Seine, avec la seule commune de Vigneux-sur-Seine.
- le canton d'Yerres, subdivisé en deux communes, Crosne et Yerres.
- le rattachement d'Épinay-sur-Orge, Villemoisson-sur-Orge et Villiers-sur-Orge au canton de Longjumeau.
- le rattachement de Juvisy-sur-Orge au canton de Viry-Châtillon.
- le rattachement de Leuville-sur-Orge au canton d'Arpajon.
- le rattachement de Bondoufle au canton d'Évry.

### Découpage de 1985
En 1985, en application du décret ministériel no 85-83 du 23 janvier 1985, un nouveau découpage cantonal intervint, avec la création de :
- le canton d'Épinay-sous-Sénart, subdivisé en quatre communes, Boussy-Saint-Antoine, Épinay-sous-Sénart, Quincy-sous-Sénart et Varennes-Jarcy.
- le canton de Corbeil-Essonnes-Est sur la moitié du territoire de Corbeil-Essonnes. L'autre moitié augmentée de la commune de Villabé devenait alors le canton de Corbeil-Essonnes-Ouest.
- le canton d'Évry-Nord, comprenant le tiers nord de la commune d'Évry et la commune de Courcouronnes. Le reste du territoire d'Évry et les communes de Bondoufle et Lisses formait alors le canton d'Évry-Sud.
- le canton de Massy-Est et le canton de Massy-Ouest, chacun sur une moitié de la commune de Massy.
- le canton de Grigny avec la seule commune de Grigny.
- le canton des Ulis avec la seule commune des Ulis par démembrement de celles de Bures-sur-Yvette et Orsay.
- le canton de Viry-Châtillon avec la seule commune de Viry-Châtillon.
- le canton de Juvisy-sur-Orge était recréé avec la commune de Juvisy-sur-Orge et le tiers nord de la commune de Savigny-sur-Orge.

### Situation de 1985 à 2015

Carte du découpage administratif de l'Essonne en 2009.

- L'arrondissement d'Étampes est subdivisé en six cantons : 
  - le canton de Dourdan, subdivisé en onze communes totalisant 16 368 habitants, il porte le code Insee 9107.
  - le canton d'Étampes, subdivisé en onze communes totalisant 32 461 habitants, il porte le code Insee 9108.
  - le canton d'Étréchy, subdivisé en douze communes totalisant 20 321 habitants, il porte le code Insee 9109.
  - le canton de La Ferté-Alais, subdivisé en douze communes totalisant 24 293 habitants, il porte le code Insee 9111.
  - le canton de Méréville, subdivisé en vingt-deux communes totalisant 15 463 habitants, il porte le code Insee 9117.
  - le canton de Saint-Chéron, subdivisé en onze communes totalisant 26 672 habitants, il porte le code Insee 9124.
- L'arrondissement d'Évry est subdivisé en dix-sept cantons : 
  - le canton de Brunoy, couvrant la totalité de la commune et ses 25 339 habitants, il porte le code Insee 9105.
  - le canton de Corbeil-Essonnes-Est, sur la moitié de la commune pour 20 621 habitants, il porte le code Insee 9137.
  - le canton de Corbeil-Essonnes-Ouest, sur la moitié de la commune et celle de Villabé pour 26 733 habitants, il porte le code Insee 9106.
  - le canton de Draveil, couvrant la totalité de la commune et ses 28 564 habitants, il porte le code Insee 9129.
  - le canton d'Épinay-sous-Sénart, subdivisé en quatre communes totalisant 28 955 habitants, il porte le code Insee 9138.
  - le canton d'Évry-Nord, sur la moitié de la commune et Courcouronnes pour 40 073 habitants, il porte le code Insee 9139.
  - le canton d'Évry-Sud, sur la moitié de la commune, Bondoufle et Lisses pour 42 872 habitants, il porte le code Insee 9110.
  - le canton de Grigny, sur la totalité de la commune et ses 26 860 habitants, il porte le code Insee 9140.
  - le canton de Mennecy, subdivisé en douze communes totalisant 39 164 habitants, il porte le code Insee 9116.
  - le canton de Milly-la-Forêt, subdivisé en douze communes totalisant 14 481 habitants, il porte le code Insee 9118.
  - le canton de Montgeron, sur la totalité de la commune et ses 22 859 habitants, il porte le code Insee 9119.
  - le canton de Morsang-sur-Orge, subdivisé en deux communes totalisant 29 982 habitants, il porte le code Insee 9131.
  - le canton de Ris-Orangis, sur la totalité de la commune et ses 27 339 habitants, il porte le code Insee 9123.
  - le canton de Saint-Germain-lès-Corbeil, subdivisé en sept communes totalisant 33 590 habitants, il porte le code Insee 9132.
  - le canton de Vigneux-sur-Seine, sur la totalité de la commune et  ses 27 067 habitants, il porte le code Insee 9134.
  - le canton de Viry-Châtillon, sur la totalité de la commune et ses 31 630 habitants, il porte le code Insee 9127.
  - le canton d'Yerres, subdivisé en deux communes totalisant 38 006 habitants, il porte le code Insee 9136.
- L'arrondissement de Palaiseau est subdivisé en dix-neuf cantons : 
  - le canton d'Arpajon, subdivisé en dix communes totalisant 44 373 habitants, il porte le code Insee 9101.
  - le canton d'Athis-Mons, subdivisé en deux communes totalisant 37 813 habitants, il porte le code Insee 9102.
  - le canton de Bièvres, subdivisé en six communes totalisant 27 264 habitants, il porte le code Insee 9103.
  - le canton de Brétigny-sur-Orge, subdivisé en cinq communes totalisant 35 601 habitants, il porte le code Insee 9104.
  - le canton de Chilly-Mazarin, subdivisé en trois communes totalisant 35 589 habitants, il porte le code Insee 9128.
  - le canton de Gif-sur-Yvette, sur la totalité de la commune et ses 20 776 habitants, il porte le code Insee 9130.
  - le canton de Juvisy-sur-Orge, subdivisé en deux communes totalisant 23 063 habitants, il porte le code Insee 9141.
  - le canton de Limours, subdivisé en douze communes totalisant 24 738 habitants, il porte le code Insee 9113.
  - le canton de Longjumeau, subdivisé en quatre communes totalisant 42 225 habitants, il porte le code Insee 9114.
  - le canton de Massy-Est, sur la moitié de la commune et 18 441 habitants, il porte le code Insee 9142.
  - le canton de Massy-Ouest, sur la moitié de la commune et 22 082 habitants, il porte le code Insee 9115.
  - le canton de Montlhéry, subdivisé en sept communes totalisant 39 768 habitants, il porte le code Insee 9120.
  - le canton d'Orsay, subdivisé en deux communes totalisant 25 851 habitants, il porte le code Insee 9121.
  - le canton de Palaiseau, subdivisé en deux communes totalisant 40 457 habitants, il porte le code Insee 9122.
  - le canton de Sainte-Geneviève-des-Bois, sur la totalité de la commune et ses 34 054 habitants, il porte le code Insee 9125.
  - le canton de Saint-Michel-sur-Orge, sur la totalité de la commune et ses 20 075 habitants, il porte le code Insee 9133.
  - le canton de Savigny-sur-Orge, sur une partie de la commune et 28 376 habitants, il porte le code Insee 9126.
  - le canton des Ulis, sur la totalité de la commune et ses 24 691 habitants, il porte le code Insee 9143.
  - le canton de Villebon-sur-Yvette, subdivisé en cinq communes totalisant 23 064 habitants il porte le code Insee 9135.

## Découpage cantonal de 2014 à aujourd'hui

Carte du découpage cantonal en 2014.

Dans la poursuite de la réforme territoriale engagée en 2010, l'Assemblée nationale adopte définitivement le 17 avril 2013 la réforme du mode de scrutin pour les élections départementales destinée à garantir la parité hommes/femmes. Les lois (loi organique 2013-402 et loi 2013-403) sont promulguées le 17 mai 2013. Un nouveau découpage territorial est défini par décret du 24 février 2014 pour le département de l'Essonne. Celui-ci entre en vigueur lors du premier renouvellement général des assemblées départementales suivant la publication du décret, prévu en mars 2015, remplaçant les élections cantonales de 2014 et 2017. Les conseillers départementaux sont élus au scrutin majoritaire binominal mixte. Les électeurs de chaque canton éliront au Conseil départemental, nouvelle appellation des Conseils généraux, deux membres de sexe différent, qui se présenteront en binôme de candidats. Les conseillers départementaux seront élus pour 6 ans au scrutin binominal majoritaire à deux tours, l'accès au second tour nécessitant 10 % des inscrits au 1er tour. En outre la totalité des conseillers départementaux est renouvelée.
Ce nouveau mode de scrutin nécessite un redécoupage des cantons dont le nombre est divisé par deux avec arrondi à l'unité impaire supérieure si ce nombre n'est pas entier impair et avec des conditions de seuils minimaux. Dans l'Essonne le nombre de cantons passe ainsi de 42 à 21.
Les critères du remodelage cantonal sont les suivants : le territoire de chaque canton doit être défini sur des bases essentiellement démographiques, le territoire de chaque canton doit être continu et les communes de moins de 3 500 habitants sont entièrement comprises dans le même canton. Il n’est fait référence, ni aux limites des arrondissements, ni à celles des circonscriptions législatives.
Conformément à de multiples décisions du Conseil constitutionnel depuis 1985 et notamment  sa décision no 2010-618 DC du 9 décembre 2010,  il est admis que le principe d’égalité des électeurs au regard des critères démographiques est respecté lorsque le ratio conseiller/habitant de la circonscription est compris dans une fourchette de 20 % de part et d'autre du ratio moyen conseiller/habitant du département. Pour le département de l'Essonne, la population de référence est la population légale en vigueur au 1er janvier 2013, à savoir la population millésimée 2010, soit 1 215 340 habitants. Avec 21 cantons la population moyenne par conseiller départemental est de 57 873 habitants. Ainsi la population de chaque nouveau canton doit-elle être comprise entre 46 299 habitants et 69 448 habitants pour respecter le principe de l'égalité citoyenne au vu des critères démographiques.

### Composition détaillée
| N° | Nom du canton             | Bureau centralisateur     | Population 2012 | Écart /moyenne | Nombre de communes entières | Communes composant le canton |
| -- | ------------------------- | ------------------------- | --------------- | -------------- | --------------------------- | --- |
| 1  | Arpajon                   | Arpajon                   | 59 816          | 1,02           | 16                          | Arpajon, Avrainville, Boissy-sous-Saint-Yon, Bouray-sur-Juine, Bruyères-le-Châtel, Cheptainville, Égly, Guibeville, Janville-sur-Juine, Lardy, Leuville-sur-Orge, La Norville, Ollainville, Saint-Germain-lès-Arpajon, Saint-Yon, Torfou. |
| 2  | Athis-Mons                | Athis-Mons                | 51 900          | 0,9            | 3                           | Athis-Mons, Juvisy-sur-Orge, Paray-Vieille-Poste. |
| 3  | Brétigny-sur-Orge         | Brétigny-sur-Orge         | 61 247          | 1,02           | 6                           | Brétigny-sur-Orge, Leudeville, Longpont-sur-Orge, Marolles-en-Hurepoix, Saint-Michel-sur-Orge, Saint-Vrain. |
| 4  | Corbeil-Essonnes          | Corbeil-Essonnes          | 59 414          | 0,97           | 4                           | Corbeil-Essonnes, Écharcon, Lisses, Villabé. |
| 5  | Dourdan                   | Dourdan                   | 64 618          | 1,1            | 28                          | Angervilliers, Breuillet, Breux-Jouy, Briis-sous-Forges, Chamarande, Chauffour-lès-Étréchy, Corbreuse, Courson-Monteloup, Dourdan, Étréchy, Fontenay-lès-Briis, La Forêt-le-Roi, Forges-les-Bains, Les Granges-le-Roi, Janvry, Limours, Mauchamps, Richarville, Roinville, Saint-Chéron, Saint-Cyr-sous-Dourdan, Saint-Maurice-Montcouronne, Saint-Sulpice-de-Favières, Sermaise, Souzy-la-Briche, Le Val-Saint-Germain, Vaugrigneuse, Villeconin. |
| 6  | Draveil                   | Draveil                   | 52 226          | 0,79           | 4 + fraction Montgeron      | 1° Les communes suivantes : Draveil, Étiolles, Saint-Germain-lès-Corbeil, Soisy-sur-Seine. 2° La partie de la commune de Montgeron située à l'ouest et au sud d'une ligne définie par l'axe des voies et limites suivantes : depuis la limite territoriale de la commune d'Yerres, avenue de la République (route départementale 50), rue des Bois, place de l'Europe, avenue de la Grange, avenue Charles-de-Gaulle, rue de Mainville, rue de la Croix-Saint-Marc, rue des Plantes, rue Édouard-Branly, rue de la Garenne, rue de la Belle-Aimée, chemin du Dessus-du-Luet jusqu'au n° 117, au droit du n° 117 du chemin du Dessus-du-Luet ligne droite jusqu'à la route nationale 6, route nationale 6, rue des Saules, rue des Jacinthes, jusqu'à la limite territoriale de la commune de Vigneux-sur-Seine. |
| 7  | Épinay-sous-Sénart        | Épinay-sous-Sénart        | 53 622          |                | 8 + fraction Brunoy         | 1° Les communes suivantes : Boussy-Saint-Antoine, Épinay-sous-Sénart, Morsang-sur-Seine, Quincy-sous-Sénart, Saint-Pierre-du-Perray, Saintry-sur-Seine, Tigery, Varennes-Jarcy. 2° La partie de la commune de Brunoy située à l'ouest d'une ligne définie par l'axe des voies et limites suivantes : depuis la limite territoriale de la commune d'Yerres, rue de Montgeron, avenue du Général-Leclerc (route départementale 54), rue Dupont-Chaumont, rue de Quincy, jusqu'à la limite territoriale de la commune d'Épinay-sous-Sénart. |
| 8  | Étampes                   | Étampes                   | 61 878          | 1,04           | 44                          | Abbéville-la-Rivière, Angerville, Arrancourt, Authon-la-Plaine, Auvers-Saint-Georges, Blandy, Bois-Herpin, Boissy-la-Rivière, Boissy-le-Cutté, Boissy-le-Sec, Boutervilliers, Bouville, Brières-les-Scellés, Brouy, Cerny, Chalo-Saint-Mars, Chalou-Moulineux, Champmotteux, Chatignonville, Congerville-Thionville, D'Huison-Longueville, Étampes, Fontaine-la-Rivière, La Forêt-Sainte-Croix, Guillerval, Marolles-en-Beauce, Le Mérévillois, Mérobert, Mespuits, Monnerville, Morigny-Champigny, Ormoy-la-Rivière, Orveau, Plessis-Saint-Benoist, Puiselet-le-Marais, Pussay, Roinvilliers, Saclas, Saint-Cyr-la-Rivière, Saint-Escobille, Saint-Hilaire, Valpuiseaux, Vayres-sur-Essonne, Villeneuve-sur-Auvers.                                                                                            |
| 9  | Évry-Courcouronnes        | Évry-Courcouronnes        | 65 951          | 1,14           | 1                           | Évry-Courcouronnes. |
| 10 | Gif-sur-Yvette            | Gif-sur-Yvette            | 62 296          | 1,07           | 12                          | Bièvres, Boullay-les-Troux, Bures-sur-Yvette, Gif-sur-Yvette, Gometz-la-Ville, Les Molières, Pecqueuse, Saclay, Saint-Aubin, Vauhallan, Verrières-le-Buisson, Villiers-le-Bâcle. |
| 11 | Longjumeau                | Longjumeau                | 64 768          | 1,09           | 8                           | Ballainvilliers, Champlan, Épinay-sur-Orge, Linas, Longjumeau, Montlhéry, Saulx-les-Chartreux, La Ville-du-Bois. |
| 12 | Massy                     | Massy                     | 62 737          | 1,05           | 2                           | Chilly-Mazarin, Massy. |
| 13 | Mennecy                   | Mennecy                   | 65 664          | 1,13           | 28                          | Auvernaux, Ballancourt-sur-Essonne, Baulne, Boigneville, Boutigny-sur-Essonne, Buno-Bonnevaux, Champcueil, Chevannes, Le Coudray-Montceaux, Courances, Courdimanche-sur-Essonne, Dannemois, La Ferté-Alais, Fontenay-le-Vicomte, Gironville-sur-Essonne, Guigneville-sur-Essonne, Itteville, Maisse, Mennecy, Milly-la-Forêt, Moigny-sur-École, Mondeville, Nainville-les-Roches, Oncy-sur-École, Ormoy, Prunay-sur-Essonne, Soisy-sur-École, Videlles. |
| 14 | Palaiseau                 | Palaiseau                 | 56 721          | 0,98           | 3                           | Igny, Orsay, Palaiseau. |
| 15 | Ris-Orangis               | Ris-Orangis               | 54 385          | 0,95           | 6                           | Bondoufle, Fleury-Mérogis, Le Plessis-Pâté, Ris-Orangis, Vert-le-Grand, Vert-le-Petit. |
| 16 | Sainte-Geneviève-des-Bois | Sainte-Geneviève-des-Bois | 67 377          | 1,14           | 4                           | Morsang-sur-Orge, Sainte-Geneviève-des-Bois, Villemoisson-sur-Orge, Villiers-sur-Orge. |
| 17 | Savigny-sur-Orge          | Savigny-sur-Orge          | 56 235          | 0,95           | 3                           | Morangis, Savigny-sur-Orge, Wissous. |
| 18 | Les Ulis                  | Les Ulis                  | 52 576          | 0,9            | 7                           | Gometz-le-Châtel, Marcoussis, Nozay, Saint-Jean-de-Beauregard, Les Ulis, Villebon-sur-Yvette, Villejust. |
| 19 | Vigneux-sur-Seine         | Vigneux-sur-Seine         | 56 512          |                | 2 + fraction Montgeron      | 1° Les communes suivantes : Crosne, Vigneux-sur-Seine. 2° La partie de la commune de Montgeron non incluse dans le canton de Draveil. |
| 20 | Viry-Châtillon            | Viry-Châtillon            | 58 934          | 1,01           | 2                           | Grigny, Viry-Châtillon. |
| 21 | Yerres                    | Yerres                    | 48 630          | 0,5            | 1 + fraction Brunoy         | 1° La commune suivante : Yerres. 2° La partie de la commune de Brunoy non incluse dans le canton d'Épinay-sous-Sénart. |
|    |                           |                           | 1 237 507       |                | 196                         | |

### Répartition par arrondissement
Contrairement à l'ancien découpage où chaque canton était inclus à l'intérieur d'un seul arrondissement, le nouveau découpage territorial s'affranchit des limites des arrondissements. Certains cantons peuvent être composés de communes appartenant à des arrondissements différents. Dans le département de l'Essonne, c'est le cas de cinq cantons (Arpajon, Dourdan, Mennecy, Ris-Orangis et Sainte-Geneviève-des-Bois).
Le tableau suivant présente la répartition par arrondissement :
| N° | Canton                    | Étampes | Évry                   | Palaiseau | Total                  |
| -- | ------------------------- | ------- | ---------------------- | --------- | ---------------------- |
| 1  | Arpajon                   | 6       |                        | 10        | 16                     |
| 2  | Athis-Mons                |         |                        | 3         | 3                      |
| 3  | Brétigny-sur-Orge         |         |                        | 6         | 6                      |
| 4  | Corbeil-Essonnes          |         | 4                      |           | 4                      |
| 5  | Dourdan                   | 21      |                        | 7         | 28                     |
| 6  | Draveil                   |         | 4 + fraction Montgeron |           | 4 + fraction Montgeron |
| 7  | Épinay-sous-Sénart        |         | 8 + fraction Brunoy    |           | 8 + fraction Brunoy    |
| 8  | Étampes                   | 45      |                        |           | 45                     |
| 9  | Évry                      |         | 2                      |           | 2                      |
| 10 | Gif-sur-Yvette            |         |                        | 12        | 12                     |
| 11 | Longjumeau                |         |                        | 8         | 8                      |
| 12 | Massy                     |         |                        | 2         | 2                      |
| 13 | Mennecy                   | 7       | 21                     |           | 28                     |
| 14 | Palaiseau                 |         |                        | 3         | 3                      |
| 15 | Ris-Orangis               |         | 5                      | 1         | 6                      |
| 16 | Sainte-Geneviève-des-Bois |         | 1                      | 3         | 4                      |
| 17 | Savigny-sur-Orge          |         |                        | 3         | 3                      |
| 18 | Les Ulis                  |         |                        | 7         | 7                      |
| 19 | Vigneux-sur-Seine         |         | 2 + fraction Montgeron |           | 2 + fraction Montgeron |
| 20 | Viry-Châtillon            |         | 2                      |           | 2                      |
| 21 | Yerres                    |         | 1 + fraction Brunoy    |           | 1 + fraction Brunoy    |
|    |                           | 79      | 52                     | 65        | 196                    |

## Pour approfondir

## Sources
1. ↑  Texte du décret du 20 juillet 1967 portant création des cantons de l'Essonne sur le site legifrance.gouv.fr Consulté le 04/06/2009.
2. ↑  Texte du décret ministériel du 25 novembre 1975 portant modification des limites cantonales sur le site legifrance.gouv.fr Consulté le 04/06/2009.
3. ↑  Texte du décret ministériel du 23 janvier 1985 portant modification des limites cantonales sur le site legifrance.gouv.fr Consulté le 04/06/2009.
4. ↑  Loi no 2013-403 du 17 mai 2013 relative à l'élection des conseillers départementaux, des conseillers municipaux et des conseillers communautaires, et modifiant le calendrier électoral.
5. 1 2  Décret no 2014-230 du 24 février 2014 portant délimitation des cantons dans le département de l'Essonne.
6. ↑  En application des articles 47 et 51 de la loi n° 2013-403 du 17 mai 2013 relative à l'élection des conseillers départementaux, des conseillers municipaux et des conseillers communautaires, et modifiant le calendrier électoral
7. ↑  Article 4 de la loi du 17 mai 2013 modifiant l'article L 191 -1 du code électoral.
8. ↑  « Décision no 2010-618 DC – 9 décembre 2010 - Loi de réforme des collectivités territoriales »(Archive.org • Wikiwix • Archive.is • Google • Que faire ?), sur conseil-constitutionnel.fr (consulté le 29 mai 2014).
9. ↑  « Chiffres clés Évolution et structure de la population - Département de l'Essonne (91) », sur insee.fr (consulté le 29 mai 2014).
10. ↑  N° = numéro d'ordre dans le décret
11. ↑  Populations légales 2012 des cantons - découpage 2015, publié par l'INSEE.